# Magny-Lormes
Magny-Lormes é uma comuna francesa na região administrativa de Borgonha-Franco-Condado, no departamento Nièvre. Estende-se por uma área de 8,6 km². Em 2010 a comuna tinha 75 habitantes (densidade: 8,7 hab./km²).